# 容量性カップリング
容量性カップリング（ようりょうせいカップリング、英 capacitive coupling）は、電気回路において、回路内2点間の容量による、エネルギー伝達である。このカップリングは、意図したものだったり、副作用だったりする。意図的な設計においては、前段の出力と後段の入力の間にキャパシタを直列につなぐ。容量カップリング、容量結合とも呼ばれる。
2個以上のキャパシタを直列and/or並列した場合を指す語である「合成容量」と、用語的に似ているが、基本的に全く関係無いので注意。

## アナログ回路での使い方
アナログ回路の場合について説明する。定性的に言うと、キャパシタは交流 (AC) シグナルは通すが、直流 (DC) はブロックする。このテクニックは、二回路間のDCバイアスセッティングを分離する上で役立つ。容量性カップリングはACカップリングとしても知られ、この目的で使われるキャパシタをカップリングまたはDCブロッキングキャパシタと呼ぶ。定量的には、1次的な特性としては交流のうち高周波ほどよく通すが低周波は抑圧する。それぞれのカップリングキャパシタは、次段の入力インピーダンスとによってハイパスフィルタを構成するので、次段の各フィルタのデシベル値は、単独で用いる場合より高い値となる。従って、低周波への適切な応答のためには、使われるキャパシタの容量を十分に大きくしなければならない。次段のインピーダンスが低いほど、容量はより大きくする必要がある。たとえばスピーカーを駆動するアンプの出力コンデンサには、スピーカーのインピーダンスは通常8Ω程度と低いため、大容量が必要である。良く使われる目安の一つとしては、必要とする最低周波数で電圧が半分（-3db）になるように回路定数を決定する。
以上のような容量性カップリングの欠点は、直結設計によって完全に避けられるわけだが、直結設計は難しくまた複雑になりがちであるため、容量性カップリングが用いられることも多い。

## ディジタル回路での使い方
ディジタル回路では、HとLが必ず偏ることなく符号化された信号を、直流的な偏り無く（すなわち、0Vを中心にプラス・マイナスに振る）伝達する場合に使用する。

## 小電力の電源
ごく小電力の機器用の電源回路として、トランスの代わりに大容量のキャパシタを利用してトランスレス電源を組む、という作例がある。

## ごく小容量の容量結合
導線で隣同士を結ぶだけでも、非常に単純な容量性カップリング、つまり、数pFの容量性カップリングになってしまう。時々、導線は物理的安定性のため、よりあわされる。

## 寄生性の容量性カップリング
容量性カップリングは、意図せずともしばしば起こる。たとえば、隣あう導線間やプリントパターンの間などである。容量性カップリングはノイズとして現れることも多い。カップリングを低減する目的で、導線やプリントパターンの間隔を広くしたり、互いに影響を及ぼす可能性のあるシグナルの間に、グランドラインやグランド面を置くことも多い。ブレッドボードは、長い金属片が並んだ構造が数pFのキャパシタを形成するため、このような問題を特に起こしやすい。高周波やハイゲインのアナログ回路のプロトタイプを作る場合、回路をグランド面上に構築して、相互のカップリングよりグランドとの間のカップリングの方が大きくなるようにすることも多い。ハイゲインアンプの出力が入力との間で容量性カップリングする場合、オシレータとなることが多い。